# アリ・カプ宮殿
 アリ・カプ宮殿 （ペルシア語: کاخ عالی قاپو）は、イランのエスファハーンにある宮殿。シャーアッバース一世の住居として16世紀の終わり頃に建てられた。6階建の宮殿はその向こうにある公園にある王宮への記念碑的な玄関口としても機能していた。
アッバース朝の英雄、イマームアリーにちなんで名付けられたこの宮殿は、印象を与えるために作られ、6階建で38メートルの高さを持ち、18本の印象的な高台のテラスを構えており、イマーム広場の西側に面している。それぞれの階は複雑な螺旋階段で行き来できる。テラスからは素晴らしい景色が見られ、王のモスクと後ろに構える山々の絶景を見ることができる。複雑なはめ込み細工と剥き出しの梁がある魅力的な木の天井は修復を重ね、現在ら壁に注目が向いている。修復現場を見ればなぜあんなにも修復作業に時間がかかるのかを理解できる。52の小さな部屋、廊下や階段に施された絵やモザイク画はカージャール朝の間そして1979年の革命後に破壊された。幸いにもテラス外の謁見室には良い状態のものが数個残っているが、この宮殿のハイライトは上の階にある音楽室である。漆喰の天井は音を響かせるために壺や薔薇水の入れ物の形にステンシルで彫られている。この独特な技術は、素晴らしいペルシャ芸術の一つとして考えられ、影のモザイク壁画にもその影響が及んでいる。